# Sanremo Women de 2025
La Sanremo Women de 2025 fou la primera edició de la Sanremo Women, una cursa ciclista d'un dia que es disputà el 22 de març de 2025 entre Gènova i Sanremo (Ligúria, Itàlia) en el context del calendari UCI Women's WorldTour 2025, circuit del qual fou la setena prova i la tercera consecutiva a Itàlia.
La neerlandesa de l'SD Worx-Protime, Lorena Wiebes en fou la vencedora, després de superar a l'esprint a la seva compatriota Marianne Vos (Visma - Lease a Bike) i la suïssa Noemi Rüegg (EF Education-Oatly).

## Equips
Hi prengueren part vint-i-quatre equips: els quinze WorldTeam, quatre ProTeam i cinc de Continentals.
| UCI Women's WorldTeams (15)- FDJ-Suez - Team SD Worx-Protime - Liv AlUla Jayco - Lidl-Trek - Canyon//SRAM zondacrypto - Movistar Team - Human Powered Health - Uno-X Mobility - Team Visma \| Lease a Bike - AG Insurance-Soudal Team - Ceratizit Pro Cycling Team - Roland - UAE Team ADQ - Team Picnic PostNL - Fenix-Deceuninck UCI Women's ProTeams (4)- Cofidis Women Team - EF Education-Oatly - Laboral Kutxa-Fundación Euskadi - VolkerWessels Women's Pro Cycling Team UCI Women's continental teams (5)- Aromitalia 3T Vaiano - Isolmant-Premac-Vittoria - Top Girls Fassa Bortolo - Team Mendelspeck E-Work - Bepink-Imatra-Bongioanni |
| |

## Classificació
| \| Classificació general \| Classificació general \| Classificació general \| Classificació general \| Classificació general \| \| Ciclista \| Ciclista \| Equip \| Temps \| \| \| --------------------- \| --------------------- \| -------------------------- \| --------------------- \| --------------------- \| \| 1r \| Lorena Wiebes \| SD Worx-Protime \| 3h 43' 32" \| \| \| 2n \| Marianne Vos \| Team Visma \\| Lease a Bike \| + 0" \| \| \| 3r \| Noemi Rüegg \| EF Education-Oatly \| + 0" \| \| \| 4t \| Demi Vollering \| FDJ-Suez \| + 0" \| \| \| 5è \| Kimberley Le Court \| AG Insurance-Soudal Team \| + 0" \| \| \| 6è \| Chloé Dygert \| Canyon//SRAM zondacrypto \| + 0" \| \| \| 7è \| Elisa Balsamo \| Lidl-Trek \| + 0" \| \| \| 8è \| Juliette Labous \| FDJ-Suez \| + 0" \| \| \| 9è \| Lotte Kopecky \| SD Worx-Protime \| + 0" \| \| \| 10è \| Puck Pieterse \| Fenix-Deceuninck \| + 0" \| \| |                    |                            |            |
| |                    |                            |            |
| Font: ProCyclingStats |                    |                            |            |
| Classificació general |                    |                            |            |
| Ciclista | Ciclista           | Equip                      | Temps      |
| 1r | Lorena Wiebes      | SD Worx-Protime            | 3h 43' 32" |
| 2n | Marianne Vos       | Team Visma \| Lease a Bike | + 0"       |
| 3r | Noemi Rüegg        | EF Education-Oatly         | + 0"       |
| 4t | Demi Vollering     | FDJ-Suez                   | + 0"       |
| 5è | Kimberley Le Court | AG Insurance-Soudal Team   | + 0"       |
| 6è | Chloé Dygert       | Canyon//SRAM zondacrypto   | + 0"       |
| 7è | Elisa Balsamo      | Lidl-Trek                  | + 0"       |
| 8è | Juliette Labous    | FDJ-Suez                   | + 0"       |
| 9è | Lotte Kopecky      | SD Worx-Protime            | + 0"       |
| 10è | Puck Pieterse      | Fenix-Deceuninck           | + 0"       |